# Jorge Quesada (Fußballspieler)
Jorge Quesada (* 11. September 1915 in San José; † 1. Dezember 1983 in Mexiko-Stadt, Mexiko), auch bekannt unter dem Spitznamen Quesadita, war ein costa-ricanischer Fußballspieler auf der Position des Stürmers. 

## Leben
Quesada stieß 1932 aus dem Nachwuchsbereich des Club Melodians zur damaligen Spitzenmannschaft CS La Libertad, mit der er 1934 die costa-ricanische Fußballmeisterschaft gewann. Gemäß dem Spielerprofil auf der offiziellen Website des CS La Libertad wechselte er 1935 nach Spanien, wo er in der Saison 1935/36 für einen Verein namens Deportivo Español gespielt haben soll, womit vermutlich Espanyol Barcelona gemeint sein dürfte. 
Aufgrund des 1936 ausgebrochenen Spanischen Bürgerkriegs kam der organisierte Fußball in Spanien zum Erliegen und Quesada verließ das Land wieder. Über seine Vereinszugehörigkeit in den nächsten drei Jahren liegen keine Erkenntnisse vor, doch spielte er spätestens ab der Saison 1939/40 in Reihen des in Mexiko-Stadt beheimateten Real Club España; zunächst in der Primera Fuerza und ab der Saison 1943/44 in der Primera División. 
Quesada stand nachweislich bis mindestens zur Saison 1946/47 bei den Españistas unter Vertrag und gewann mit ihnen drei Meistertitel, einmal die Copa México und zweimal in Folge den Supercup. In der Saison 1949/50 gehörte Quesada zum Kader des Club América.
1938 wurde Quesada in die costa-ricanische Nationalmannschaft berufen, die an den Spielen um die vierte Meisterschaft der Nationalmannschaften Mittelamerikas und der Karibik teilnahm. 

## Erfolge
- Costa-ricanischer Meister: 1934
- Mexikanischer Meister: 1940, 1942, 1945
- Copa México: 1944
- Mexikanischer Supercup: 1944, 1945